# Lasciami cantare!
Lasciami cantare! è stato un programma televisivo ideato e condotto da Carlo Conti andato in onda su Rai 1 per 3 puntate nel 2011. Il programma è stato poi replicato su Rai Premium.
Il programma vedeva in gara 12 vip, divisi in due categorie (uomini e donne), i quali interpretavano grandi successi della musica italiana ed internazionale sotto la direzione dell'orchestra di Pinuccio Pirazzoli.
I concorrenti erano preparati da 4 vocal coach: Maria Grazia Fontana, Eric Buffat, Luca Jurman e Danila Satragno. Tre erano eliminati la prima puntata e tre la seconda, durante la quale vi era anche il ripescaggio di due di loro in modo da arrivare alla terza puntata con 8 concorrenti.
Vi erano due giurie: una fissa costituita da Patty Pravo, Paolo Limiti, Gianni Boncompagni, Camila Raznovich e Rosita Celentano, l'altra cambiava ogni puntata ed era formata da tre giornalisti dei principali quotidiani e settimanali che si occupavano di spettacolo.
Il vincitore del programma è stato Massimo Ghini davanti a Paolo Conticini e Gloria Guida.

## Puntate

### Prima puntata
Prima e seconda manche (giuria fissa):
Categoria Uomini
- Massimo Ghini - Meraviglioso e Negro zumbon (76 voti)
- Alessandro Borghese - Con le mani e Just the way you are (74 voti)
- Paolo Conticini - Città vuota e Lei (67 voti)
- Francesco Pannofino - Eri piccola e Mi manchi (65 voti)
- Emanuele Propizio - Rose rosse e Fiore di maggio (65 voti)
- Massimo Ciavarro - Azzurro e Teorema (55 voti)

Categoria Donne
- Gloria Guida - Sono bugiarda e E penso a te (76 voti)
- Licia Colò - Tropicana e A te (72 voti)
- Laura Barriales - Non succederà più e La solitudine (62 voti)
- Melissa Satta - Hot stuff e I maschi (57 voti)
- Fanny Cadeo - Ma che freddo fa e Non ti scordar mai di me (52 voti)

Classifica finale (giuria fissa + giuria giornalisti):
Categoria Uomini
- Massimo Ghini 122 voti
- Alessandro Borghese 118 voti
- Francesco Pannofino 113 voti
- Paolo Conticini 110 voti
- Emanuele Propizio 109 voti
- Massimo Ciavarro 78 voti

Categoria Donne
- Gloria Guida 120 voti
- Licia Colò 117 voti
- Laura Barriales 95 voti
- Fanny Cadeo 87 voti
- Melissa Satta 83 voti

In grassetto i finalisti
Giuria fissa
- Patty Pravo (cantante)
- Paolo Limiti (conduttore televisivo)
- Camila Raznovich (conduttrice televisiva)
- Gianni Boncompagni (autore e paroliere)
- Rosita Celentano (conduttrice e attrice)

### Seconda puntata
Manche unica (giuria fissa):
Categoria Uomini
- Massimo Ghini - That's amore (48 voti)
- Paolo Conticini - Solo (46 voti)
- Alessandro Borghese - Just a gigolò (45 voti)
- Francesco Pannofino - Everybody needs somebody (45 voti)
- Emanuele Propizio - Oggi sono io (38 voti)

Categoria Donne
- Gloria Guida - La pelle nera (45 voti)
- Laura Barriales - Fiesta (40 voti)
- Fanny Cadeo - Mambo italiano (36 voti)
- Licia Colò - Quando quando quando (32 voti)

Classifica finale (giuria fissa + giuria giornalisti)
Categoria Uomini
- Paolo Conticini 72 voti
- Massimo Ghini 71 voti
- Francesco Pannofino 68 voti
- Alessandro Borghese 65 voti
- Emanuele Propizio 56 voti

Categoria Donne
- Gloria Guida 68 voti
- Laura Barriales 56 voti
- Fanny Cadeo 55 voti
- Licia Colò 46 voti

In grassetto i finalisti
Ripescaggio (giuria fissa + giuria giornalisti)
- Emanuele Propizio - Banane e lamponi (65 voti)
- Licia Colò - Stasera che sera (54 voti)
- Massimo Ciavarro - Luglio (41 voti)
- Fanny Cadeo - La prima cosa bella (38 voti)
- Melissa Satta - Can't take my eyes off you (35 voti)

In grassetto i ripescati

### Terza puntata
Prima manche (giuria fissa):
Categoria Uomini
- Paolo Conticini - La voce del silenzio (48 voti)
- Massimo Ghini - Strangers in the night (47 voti)
- Francesco Pannofino - Bella senz'anima (42 voti)
- Alessandro Borghese - Diavolo in me (39 voti)
- Emanuele Propizio - Ciao mamma (38 voti)

Categoria Donne
- Gloria Guida - Insieme (40 voti)
- Laura Barriales - Comprami (37 voti)
- Licia Colò - Il gatto e la volpe (33 voti)

In grassetto gli ammessi alla seconda manche con la somma dei voti della giuria fissa e della giuria dei giornalisti
Seconda manche (giuria fissa):
Categoria Uomini
- Paolo Conticini - Donna (48 voti)
- Massimo Ghini - Un senso (44 voti)

Categoria Donne
- Gloria Guida - Non sono una signora (50 voti)
- Licia Colò - Sognami (45 voti)

Classifica finale (giuria fissa + giuria giornalisti):
Categoria Uomini
- Paolo Conticini 71 voti
- Massimo Ghini 71 voti

Categoria Donne
- Gloria Guida 72 voti
- Licia Colò 67 voti

In grassetto gli ammessi alla terza ed ultima manche
Terza manche (giuria fissa):
- Paolo Conticini - Solo (50 voti)
- Massimo Ghini - Negro zumbon (50 voti)
- Gloria Guida - La pelle nera (50 voti)

Classifica finale (giuria fissa + giuria giornalisti)
- Massimo Ghini 80 voti
- Paolo Conticini 74 voti
- Gloria Guida 74 voti

In grassetto il vincitore

## Ascolti
| Puntata | Data           | Telespettatori | Share  |
| ------- | -------------- | -------------- | ------ |
| 1       | 25 maggio 2011 | 4 016 000      | 16,44% |
| 2       | 2 giugno 2011  | 3 774 000      | 16,09% |
| 3       | 8 giugno 2011  | 3 663 000      | 16,21% |
| Media   | Media          | 3 818 000      | 16,25% |

## Evoluzione
A causa dei bassi ascolti, il programma non è stato riproposto la stagione successiva, ed è stato sostituito da Tale e quale show.